# Oorlogsmonument ‘7de Amerikaanse Pantserdivisie’
Het oorlogsmonument 7de Amerikaanse Pantserdivisie is een oorlogsmonument uit 2008 geplaatst in Overloon in de Nederlandse gemeente Land van Cuijk, op initiatief van het Comité Monument 7de Amerikaanse Pantserdivisie Overloon.  In 2011 is aan het monument een Shermantank toegevoegd.

## Achtergrond
Van 30 september tot 18 oktober 1944 tijdens de Tweede Wereldoorlog vond de Slag om Overloon plaats tussen geallieerde troepen, bestaande uit de Amerikaanse 7de Pantserdivisie, de Britse 11e Pantserdivisie en de Britse 3e Infanteriedivisie en Duitse troepen, bestaande uit Kampfgruppe Walther, met als voornaamste componenten de 107. Panzer Brigade en enkele luchtlandingstroepen. De Duitse verdedigingslinie, versterkt met mijnenvelden, anti-tank wapens en enkele tankdivisies, hield stand tegenover de Amerikaanse divisies. Na enkele weken vechten, wanneer de Amerikaanse divisie ondertussen zijn afgelost door de Britse divisies, weten de geallieerden door de Duitse linies te breken.

## Aanleiding bouwen monument
Het comite Monument Overloon besloot na een bezoek van enkele Amerikaanse veteranen in 2007, een oorlogsmonument op te richten ter nagedachtenis aan de Amerikaanse slachtoffers tijdens de Slag bij Overloon. Een beweegreden voor het comité was dat er wel een monument was voor de Britse slachtoffers nabij de Loobeek. 

## Locatie
De locatie van het monument is het Museumplein 5, nabij Oorlogsmuseum Overloon.

## Het Monument
Het monument is een kleine zuil en is 1,35m hoog. Bovenop is op een hardstenen afdekplaat een Amerikaanse helm gemonteerd. Aan de voorzijde van het monument is een hardstenen plaat gemonteerd met het embleem van de 7e Amerikaanse Pantserdivisie en een inscriptie. Aan de achterzijde hangt ook een hardstenen plaat. Op deze hardstenen plaat staat een afbeelding van een Sherman tank. De tekst van deze inscriptie is het volgende: 
OCTOBER 1944
IN MEMORY
of the soldiers of the
US 7th Armored Division
who gave their lives during
the liberation of Overloon
TER HERINNERING AAN
de soldaten van de
7e Amerikaanse Pantserdivisie
die hun leven gaven tijdens
de bevrijding van Overloon

### M4 Sherman
Na de plaatsing van het oorlogsmonument ontstond bij het comité Shermantank Overloon de wens om bij het monument een Amerikaanse M4 Shermantank te plaatsen. Na, volgens het comité Shermantank Overloon, 'veel telefonisch en e-mailcontact met het Nederlandse ministerie van Defensie, het Amerikaanse ministerie van Defensie en de Amerikaanse ambassade' kreeg men in december 2009 toestemming voor de overdracht van een M4 Sherman aan de gemeente Boxmeer. De tank in kwestie is het model M4A1-E9 en werd door het Nederlands leger gebruikt als schietdoel bij artilleriekamp Oldenbroek. Na een restauratie proces dat iets minder dan twee jaar in beslag zou nemen werd de tank op 8 oktober 2011 bij het monument geplaatst in Overloon.  De tank kreeg de naam van een uitgeschakelde tank tijdens de Slag bij Overloon, namelijk ABLE ABE.

## Comité monument 7de Amerikaanse Pantserdivisie Overloon
De initiatiefnemer van dit oorlogsmonument  is het comité monument 7de Amerikaanse Pantserdivisie Overloon. Enkele leden van dit comité (Hans van Toer, Herman Dinnissen, Piet Peters en Niek Hendrix) zouden later ook deel uitmaken van het comité Shermantank Overloon. 